# Chamba (Himachal Pradesh)
Chamba es una ciudad y concejo municipal  situada en el distrito de Chamba,  en el estado de Himachal Pradesh (India). Su población es de 19933 habitantes (2011). Se encuentra a orillas del río Ravi.

## Demografía
Según el censo de 2011 la población de Chamba era de 19933 habitantes, de los cuales 9971 eran hombres y 9962 eran mujeres. Chamba tiene una tasa media de alfabetización del 91,76%, superior a la media estatal del 82,80%: la alfabetización masculina es del 94,85%, y la alfabetización femenina del 88,68%.

## Clima
| Parámetros climáticos promedio de Chamba, Himachal Pradesh (1961–1990, rainfall 1951–2000) | Parámetros climáticos promedio de Chamba, Himachal Pradesh (1961–1990, rainfall 1951–2000) | Parámetros climáticos promedio de Chamba, Himachal Pradesh (1961–1990, rainfall 1951–2000) | Parámetros climáticos promedio de Chamba, Himachal Pradesh (1961–1990, rainfall 1951–2000) | Parámetros climáticos promedio de Chamba, Himachal Pradesh (1961–1990, rainfall 1951–2000) | Parámetros climáticos promedio de Chamba, Himachal Pradesh (1961–1990, rainfall 1951–2000) | Parámetros climáticos promedio de Chamba, Himachal Pradesh (1961–1990, rainfall 1951–2000) | Parámetros climáticos promedio de Chamba, Himachal Pradesh (1961–1990, rainfall 1951–2000) | Parámetros climáticos promedio de Chamba, Himachal Pradesh (1961–1990, rainfall 1951–2000) | Parámetros climáticos promedio de Chamba, Himachal Pradesh (1961–1990, rainfall 1951–2000) | Parámetros climáticos promedio de Chamba, Himachal Pradesh (1961–1990, rainfall 1951–2000) | Parámetros climáticos promedio de Chamba, Himachal Pradesh (1961–1990, rainfall 1951–2000) | Parámetros climáticos promedio de Chamba, Himachal Pradesh (1961–1990, rainfall 1951–2000) | Parámetros climáticos promedio de Chamba, Himachal Pradesh (1961–1990, rainfall 1951–2000) |
| Mes                                                                                        | Ene.                                                                                       | Feb.                                                                                       | Mar.                                                                                       | Abr.                                                                                       | May.                                                                                       | Jun.                                                                                       | Jul.                                                                                       | Ago.                                                                                       | Sep.                                                                                       | Oct.                                                                                       | Nov.                                                                                       | Dic.                                                                                       | Anual                                                                                      |
| ------------------------------------------------------------------------------------------ | ------------------------------------------------------------------------------------------ | ------------------------------------------------------------------------------------------ | ------------------------------------------------------------------------------------------ | ------------------------------------------------------------------------------------------ | ------------------------------------------------------------------------------------------ | ------------------------------------------------------------------------------------------ | ------------------------------------------------------------------------------------------ | ------------------------------------------------------------------------------------------ | ------------------------------------------------------------------------------------------ | ------------------------------------------------------------------------------------------ | ------------------------------------------------------------------------------------------ | ------------------------------------------------------------------------------------------ | ------------------------------------------------------------------------------------------ |
| Temp. máx. abs. (°C)                                                                       | 25.3                                                                                       | 26.2                                                                                       | 29.9                                                                                       | 38.5                                                                                       | 42.3                                                                                       | 38.6                                                                                       | 39.5                                                                                       | 36.6                                                                                       | 35.2                                                                                       | 32.6                                                                                       | 28.3                                                                                       | 25.0                                                                                       | 42.3                                                                                       |
| Temp. máx. media (°C)                                                                      | 17.9                                                                                       | 20.5                                                                                       | 22.9                                                                                       | 28.8                                                                                       | 33.5                                                                                       | 32.3                                                                                       | 32.6                                                                                       | 30.7                                                                                       | 29.2                                                                                       | 28.2                                                                                       | 23.4                                                                                       | 19.7                                                                                       | 26.6                                                                                       |
| Temp. mín. media (°C)                                                                      | 4.2                                                                                        | 5.6                                                                                        | 7.3                                                                                        | 13.2                                                                                       | 17.3                                                                                       | 20.5                                                                                       | 21.5                                                                                       | 21.1                                                                                       | 18.5                                                                                       | 13.7                                                                                       | 8.9                                                                                        | 5.7                                                                                        | 13.1                                                                                       |
| Temp. mín. abs. (°C)                                                                       | 0.1                                                                                        | 0.4                                                                                        | 2.1                                                                                        | 0.0                                                                                        | 6.0                                                                                        | 8.5                                                                                        | 8.0                                                                                        | 10.5                                                                                       | 5.0                                                                                        | 1.0                                                                                        | 0.5                                                                                        | 0.0                                                                                        | 0.0                                                                                        |
| Lluvias (mm)                                                                               | 73.6                                                                                       | 117.1                                                                                      | 159.8                                                                                      | 100.0                                                                                      | 88.4                                                                                       | 103.5                                                                                      | 169.2                                                                                      | 168.3                                                                                      | 101.7                                                                                      | 32.7                                                                                       | 25.8                                                                                       | 50.8                                                                                       | 1190.9                                                                                     |
| Días de lluvias (≥ 2.5 mm)                                                                 | 5.0                                                                                        | 6.0                                                                                        | 7.6                                                                                        | 5.5                                                                                        | 5.5                                                                                        | 6.6                                                                                        | 10.8                                                                                       | 10.0                                                                                       | 4.9                                                                                        | 2.2                                                                                        | 1.9                                                                                        | 3.0                                                                                        | 69.0                                                                                       |
| Humedad relativa (%)                                                                       | 77                                                                                         | 75                                                                                         | 78                                                                                         | 67                                                                                         | 58                                                                                         | 62                                                                                         | 78                                                                                         | 81                                                                                         | 80                                                                                         | 73                                                                                         | 72                                                                                         | 75                                                                                         | 73                                                                                         |
| Fuente: India Meteorological Department                                                    |                                                                                            |                                                                                            |                                                                                            |                                                                                            |                                                                                            |                                                                                            |                                                                                            |                                                                                            |                                                                                            |                                                                                            |                                                                                            |                                                                                            |                                                                                            |